# 4322 Billjackson
4322 Billjackson è un asteroide della fascia principale. Scoperto nel 1981, presenta un'orbita caratterizzata da un semiasse maggiore pari a 2,2764293 au e da un'eccentricità di 0,1824582, inclinata di 4,51718° rispetto all'eclittica.
L'asteroide è dedicato al chimico statunitense William Morgan Jackson.